# Буэсако
Буэсако (исп. Buesaco) — город и муниципалитет на юго-западе Колумбии, на территории департамента Нариньо. Входит в состав провинции Хуанамбу.

## История
Поселение, из которого позднее вырос город, было основано в 1618 году. Муниципалитет Буэсако был выделен в отдельную административную единицу в 1954 году.

## Географическое положение

Муниципалитет Буэсако

Город расположен в восточной части департамента, в горной местности Центральной Кордильеры, на расстоянии приблизительно 19 километров к северо-востоку от города Пасто, административного центра департамента. Абсолютная высота — 1956 метров над уровнем моря.
Муниципалитет Буэсако граничит на севере с территориями муниципалитетов Арболеда и Сан-Хосе-де-Альбан, на северо-востоке — с муниципалитетом Эль-Таблон, на юго-востоке — с территорией департамента Путумайо, на юге — с муниципалитетом Пасто, на западе — с муниципалитетом Чачагуи, на северо-западе — с муниципалитетом Сан-Лоренсо. Площадь муниципалитета составляет 682 км².

## Население
По данным Национального административного департамента статистики Колумбии, совокупная численность населения города и муниципалитета в 2024 году составляла 25 063 человека.
Динамика численности населения муниципалитета по годам:
| 2005   | 2010   | 2015   | 2020   | 2021   | 2022   | 2023   | 2024   |
| ------ | ------ | ------ | ------ | ------ | ------ | ------ | ------ |
| 22 233 | 23 602 | 25 063 | 24 405 | 24 583 | 24 726 | 24 905 | 25 063 |

Согласно данным переписи 2005 года мужчины составляли 50,1 % от населения Буэсако, женщины — соответственно 49,9 %. В расовом отношении белые и метисы составляли 98,6 % от населения города; негры, мулаты и райсальцы — 1,3 %, индейцы — 0,1 %.
Уровень грамотности среди всего населения составлял 83 %.

## Экономика
67,4 % от общего числа городских и муниципальных предприятий составляют предприятия торговой сферы, 24,6 % — предприятия сферы обслуживания, 6,4 % — промышленные предприятия, 1,6 % — предприятия иных отраслей экономики.

## Транспорт
Через город проходит национальное шоссе № 25 (исп. Ruta Nacional 25).